# 浮士德博士悲劇
浮士德博士悲劇（The Tragical History of Doctor Faustus）是文藝復興時期英國劇作家克里斯多福·馬洛根據浮士德傳說改編的戲劇作品。劇中大學者浮士德和魔鬼訂約，二十四年內魔鬼必須聽浮士德的話，達成他任何願望，但是二十四年後，浮士德必須永遠跟魔鬼到地獄去。本劇以最後一幕浮士德被帶走之前時間的逼近及他的懊悔最為著名。